# Bernardino Honorati
Bernardino Honorati (Jesi, 17 luglio 1724 – Senigallia, 12 agosto 1807) è stato un cardinale e arcivescovo cattolico italiano.

## Biografia
Era figlio del marchese Giuseppe Honorati e di Maria Anna Cima, nobile di Rimini. Compì gli studi all'Università La Sapienza di Roma, dove il 10 febbraio 1749 conseguì la laurea in utroque iure. A Roma ebbe alcuni incarichi di curia durante il pontificato di papa Benedetto XIV. Nel 1755 fu inviato nelle Romagne come vicelegato e dall'inizio del 1758 fino alla fine del 1759 fu governatore a Loreto.
Il 31 dicembre 1759 fu ordinato sacerdote; il 28 gennaio 1760 fu eletto arcivescovo titolare di Side e fu consacrato il 25 febbraio dello stesso anno, a Loreto. Il 24 aprile 1760 fu inviato a Firenze come nunzio apostolico, da dove il 20 novembre 1766 fu trasferito a Venezia con il medesimo incarico. Fu poi segretario della Congregazione per i Vescovi e i Regolari.
Il 23 giugno 1777 papa Pio VI lo creò cardinale. Il 28 luglio dello stesso anno ricevette il titolo dei Santi Marcellino e Pietro e fu nominato arcivescovo, titolo personale, di Senigallia. Lì diede la cresima al futuro papa Pio IX, il 9 giugno 1799. Nel 1790 consacrò la quarta e attuale cattedrale di Senigallia, progettata dall'architetto senese Paolo Posi.
Partecipò al conclave del 1799-1800, che elesse papa Pio VII.
Morì a Senigallia all'età di 83 anni e fu sepolto in cattedrale.

## Genealogia episcopale
La genealogia episcopale è:
- Vescovo Giovanni Antonio Bacchettoni
- Cardinale Bernardino Honorati

## Opere
- È ritenuto l'autore dell'opuscolo anonimo De Fornacciari conjuratione commentarius, che racconta gli eventi accaduti nella Rocca di Senigallia nel 1789 noti come "congiura di Fornaciari".[1]

## Altri progetti

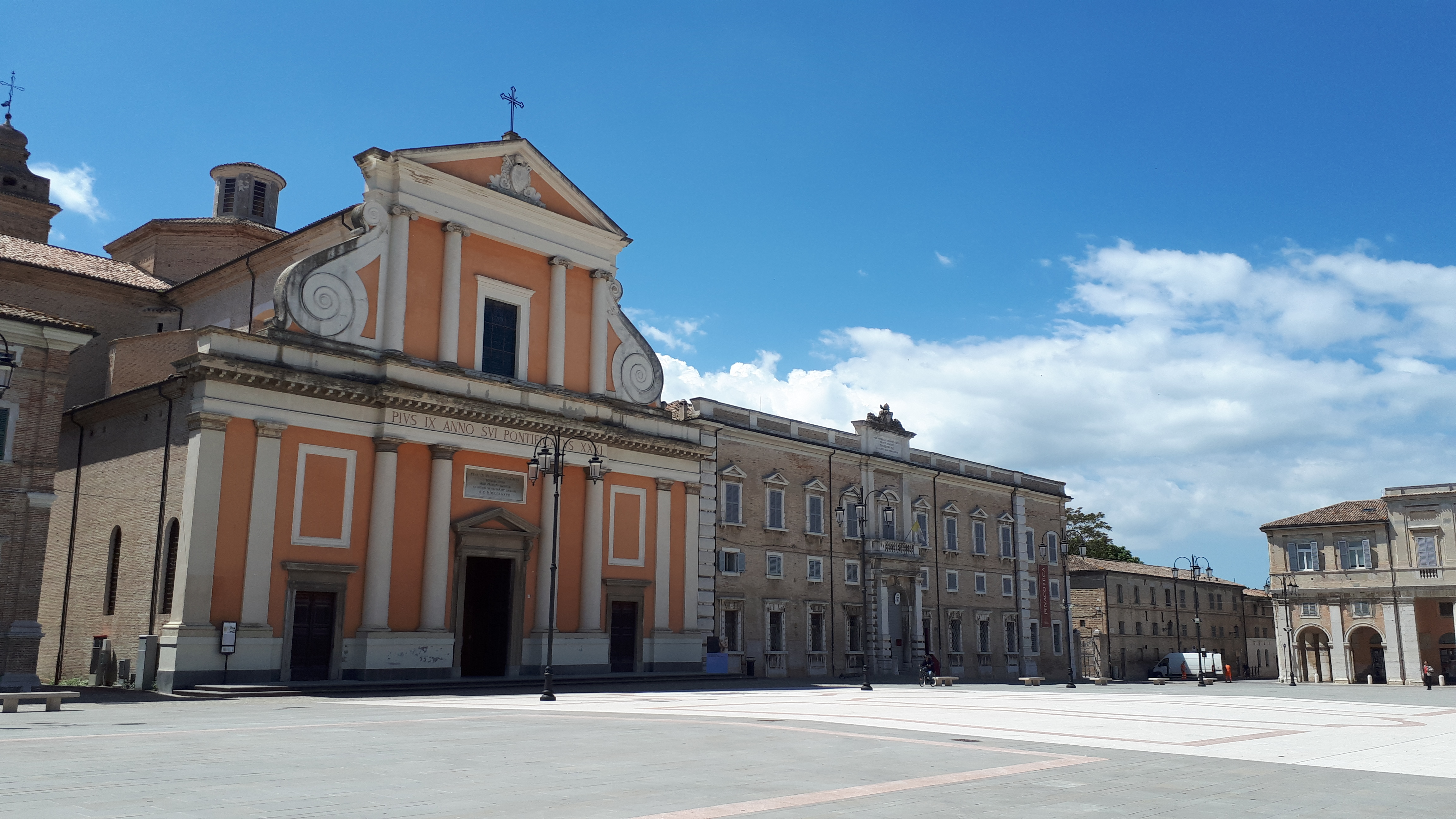
Senigallia, Cattedrale e palazzo Vescovile